# Carlo Agostini

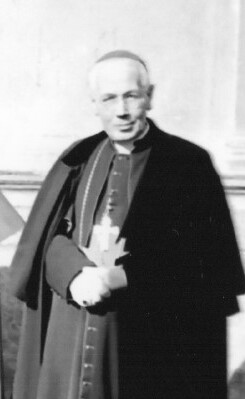
Carlo Agostini, Foto von Placido Cortese (1938)

Carlo Agostini (* 22. April 1888 in San Martino di Lupari, Provinz Padua; † 28. Dezember 1952 in Venedig) war ein italienischer Geistlicher der römisch-katholischen Kirche. Er war zunächst Bischof von Parma und später Patriarch von Venedig sowie designierter Kardinal.

## Leben
Carlo Agostini studierte in Treviso und Rom die Fächer Philosophie und Katholische Theologie. Am 24. September 1910 empfing er das Sakrament der Priesterweihe und erhielt zwecks weiterer Studien eine Freistellung. Von 1913 bis 1932 unterrichtete er am Seminar von Treviso, dem er ab 1925 als Regens vorstand.
Am 20. Januar 1932 ernannte ihn Papst Pius XI. zum Bischof von Padua. Die Bischofsweihe spendete ihm am 10. April 1932 Andrea Giacinto Longhin.
1936 wurde Agostini Apostolischer Administrator von Treviso. Papst Pius XII. ernannte ihn am 5. Februar 1949 zum Patriarchen von Venedig und verkündete seine Erhebung zum Kardinal am 29. November 1952.
Carlo Agostini starb am 28. Dezember 1952, zwei Wochen vor dem Konsistorium, an einem Parkinsonleiden. Er wurde in der Krypta des Markusdoms beigesetzt.